# Déserts (série documentaire)
Déserts est une série documentaire en 6 épisodes de 52 minutes, produite par Green Bay Media. Elle est diffusée en France à partir du 5 septembre 2013 sur France 5.

## Synopsis
Depuis très longtemps, des hommes et des femmes vivent dans les déserts, régions très arides du globe. Mais aujourd'hui, ces peuples doivent faire face à l'évolution de la société de consommation et de l'industrie, qui envahissent le désert. Cette série nous montre ainsi où comment ces gens s'adaptent à cette condition.  

## Épisodes
| Épisode | Désert           | Pays      | Réalisateur    |
| ------- | ---------------- | --------- | -------------- |
| 1       | Désert de Gobi   | Mongolie  | Raquel Toniolo |
| 2       | Désert du Namib  | Namibie   | Raquel Toniolo |
| 3       | Désert du Thar   | Inde      | Raquel Toniolo |
| 4       | Désert d'Atacama | Chili     | Raquel Toniolo |
| 5       | Outback          | Australie | Mei Williams   |
| 6       | Désert de Judée  | Israël    | Angela Clarke  |

## Fiche technique
- Auteur : Amanda Rees
- Réalisateur : Raquel Toniolo, Mei Williams et Angela Clarke
- Musique : Stuart Fox
- Narrateur : Christophe Seugnet (version originale : Mark Strong)
- Durée : 6 x 52 minutes
- Année de production : 2012
- Sociétés de production : Green Bay Media
- Version française : Imagine